# Lista de ministros sem pasta de Portugal

Bandeira de ministro de Portugal.

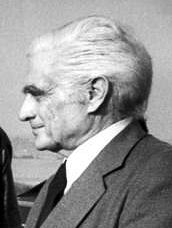
Álvaro Cunhal, que com Francisco Pereira de Moura e Francisco Sá Carneiro, foi o primeiro ministro sem pasta de Portugal.

Esta é uma lista de ministros sem pasta em Portugal, entre a criação da posição a 16 de maio de 1974 e a exoneração de Jorge Campinos, último ministro sem pasta até hoje, e único ministro sem pasta dos governos constitucionais. A lista cobre apenas o atual período democrático (1974–atualidade), já que nos regimes anteriores não existia o cargo.

## Numeração
São contabilizados os períodos em que o ministro esteve no cargo ininterruptamente, não contando se este serve mais do que um mandato. Nos casos em que existem mais do que um ministro sem pasta a tomar posse ao mesmo tempo, esses ministros são contabilizados com o mesmo número, mas o(s) ministro(s) seguinte(s) contabiliza(m) o total de detentores anteriores na sua numeração.

## Lista
| Terceira República (1974–presente)       |                                                            |           |                     |                       |          |
| #                                        | Ministro sem pasta (Nascimento–Morte)                      | Retrato   | Início do mandato   | Fim do mandato        | Governo  |
| Governos Provisórios (1974–1976)         |                                                            |           |                     |                       |          |
| 1                                        | Francisco José Cruz Pereira de Moura (1925–1998)           |           | 15 de maio de 1974  | 17 de julho de 1974   | I Prov.  |
| 1                                        | Francisco Manuel Lumbrales de Sá Carneiro (1934–1980)      |           | 15 de maio de 1974  | 17 de julho de 1974   | I Prov.  |
| 1                                        | Álvaro Barreirinhas Cunhal (1913–2005)                     |           | 15 de maio de 1974  | 8 de agosto de 1975   | I Prov.  |
| 1                                        | Álvaro Barreirinhas Cunhal (1913–2005)                     | II Prov.  | 15 de maio de 1974  | 8 de agosto de 1975   |          |
| 1                                        | Álvaro Barreirinhas Cunhal (1913–2005)                     | III Prov. | 15 de maio de 1974  | 8 de agosto de 1975   |          |
| 1                                        | Álvaro Barreirinhas Cunhal (1913–2005)                     | IV Prov.  | 15 de maio de 1974  | 8 de agosto de 1975   |          |
| 4                                        | Ernesto Augusto de Melo Antunes (1933–1999)                |           | 17 de julho de 1974 | 26 de março de 1975   | II Prov. |
| 4                                        | Ernesto Augusto de Melo Antunes (1933–1999)                | III Prov. | 17 de julho de 1974 | 26 de março de 1975   |          |
| 4                                        | Vítor Manuel Rodrigues Alves (1935–2011)                   |           | 17 de julho de 1974 | 26 de março de 1975   | II Prov. |
| 4                                        | Vítor Manuel Rodrigues Alves (1935–2011)                   | III Prov. | 17 de julho de 1974 | 26 de março de 1975   |          |
| 4                                        | Joaquim Jorge Magalhães Saraiva da Mota (1935–2007)        |           | 17 de julho de 1974 | 8 de agosto de 1975   | II Prov. |
| 4                                        | Joaquim Jorge Magalhães Saraiva da Mota (1935–2007)        | III Prov. | 17 de julho de 1974 | 8 de agosto de 1975   |          |
| 4                                        | Joaquim Jorge Magalhães Saraiva da Mota (1935–2007)        | IV Prov.  | 17 de julho de 1974 | 8 de agosto de 1975   |          |
| 7                                        | Francisco José Cruz Pereira de Moura (2.ª vez) (1925–1998) |           | 26 de março de 1975 | 8 de agosto de 1975   |          |
| 7                                        | Mário Alberto Nobre Lopes Soares (1924–2017)               |           | 26 de março de 1975 | 8 de agosto de 1975   |          |
| –                                        | Cargo vago                                                 |           | 8 de agosto de 1975 | 23 de julho de 1976   | ——       |
| Governos Constitucionais (1976-Presente) |                                                            |           |                     |                       |          |
| 9                                        | Joaquim Jorge de Pinho Campinos (1937–1993)                |           | 23 de julho de 1976 | 23 de janeiro de 1978 | I        |